# Tayfur
Tayfur ist ein türkischer männlicher Vorname arabischer Herkunft.

## Namensträger

### Vorname
- Tayfur Əliyev (* 1997), aserbaidschanischer Boxer
- Tayfur Bingöl (* 1993), türkischer Fußballspieler
- Tayfur Havutçu (* 1970), türkischer Fußballspieler
- Tayfur Sökmen (1892–1980), türkischer Politiker

### Familienname
- Ferdi Tayfur (Schauspieler) (1904–1958), türkischer Schauspieler und Regisseur
- Muhlis Tayfur (1922–2008), türkischer Ringer

### Künstlername
- Ferdi Tayfur (1945–2025), türkischer Texter, Komponist, Sänger und Schauspieler